# Martin van Rijn
Maarten Johannes (Martin) van Rijn (Rotterdam, 7 februari 1956) is een Nederlands voormalig politicus, bestuurder en voormalig topambtenaar. Hij is lid van de Partij van de Arbeid (PvdA). Van 23 maart 2020 tot 9 juli 2020 was hij op persoonlijke titel minister voor Medische Zorg en Sport op het ministerie van Volksgezondheid, Welzijn en Sport in het kabinet-Rutte III. Hij was van 5 november 2012 tot 26 oktober 2017 staatssecretaris van Volksgezondheid, Welzijn en Sport in het kabinet-Rutte II.

## Opleiding en ambtelijke loopbaan
Van Rijn studeerde economie aan de Erasmus Universiteit Rotterdam en was onder meer directeur-generaal Gezondheidszorg (DGG) bij het ministerie van Volksgezondheid, Welzijn en Sport van 2003 tot 2007, directeur-generaal Management en Personeelsbeleid (DGMP) bij het ministerie van Binnenlandse Zaken en Koninkrijksrelaties van 2000 tot 2003 en plaatsvervangend directeur-generaal van Volkshuisvesting op het ministerie van Volkshuisvesting, Ruimtelijke Ordening en Milieubeheer van 1995 tot 2000. Vanaf januari 2008 was hij CEO van pensioenuitvoeringsorganisatie PGGM.

## Politiek

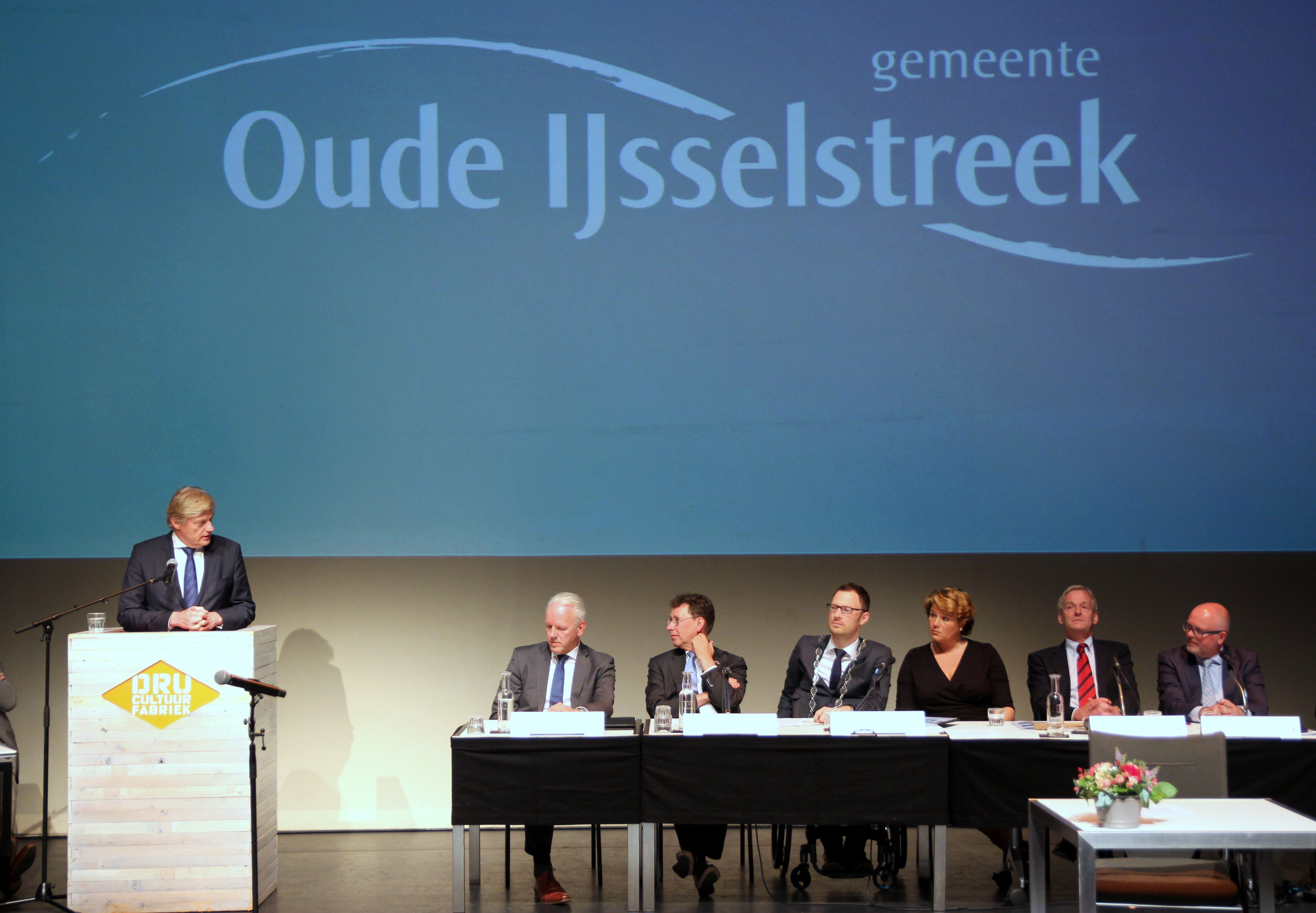
Van Rijn in de DRU (Ulft) bij de benoeming van Otwin van Dijk als burgemeester, juli 2016

### Staatssecretaris van Volksgezondheid, Welzijn en Sport
In 2015 kwam Van Rijn in opspraak door de grote problemen die ontstonden met de uitbetaling van de persoonsgebonden-budget-gelden waarvoor hij verantwoordelijk was. Sinds 1 januari 2015 regelt de Sociale Verzekeringsbank de uitbetaling van het pgb, waarmee mensen zelf hun zorg regelen. Van Rijn kwam telkens onder vuur te liggen omdat het na maanden nog niet was gelukt om het beleid goed uit te voeren waardoor diverse zorgverleners hun geld niet of te laat kregen.
Van Rijn werd in 2014 in verlegenheid gebracht door zijn eigen vader toen deze in een interview met het Algemeen Dagblad vertelde over de volgens hem ondermaatse zorg voor zijn vrouw in een verpleeghuis in Den Haag. Twee jaar later, in 2016, schreef Hugo Borst hem tevens een brief over de slechte toestand van de ouderenzorg, waarna Borst in oktober 2016 een manifest schreef. Diezelfde maand liet Van Rijn, met steun van de voltallige Tweede Kamer, het Zorginstituut nieuwe richtlijnen voor de ouderenzorg opstellen; deze verplichten de Nederlandse regering tot een jaarlijkse miljardeninvestering in de zorg.

### Minister voor Medische Zorg
Op 23 maart 2020 nam Van Rijn, voor de duur van ruim drie maanden, de taak van minister voor Medische Zorg en Sport over van de afgetreden Bruno Bruins. Hij nam geen deel aan het kabinet-Rutte III namens de PvdA, maar op persoonlijke titel. Dit betekende dat hij niet gebonden was aan het regeerakkoord, maar ook niet aan het PvdA-partijprogramma. Op 9 juli 2020 werd hij als minister voor Medische Zorg opgevolgd door Tamara van Ark.

## Buiten de politiek
Met ingang van 15 november 2017 werd hij voorzitter van de raad van bestuur van de Reinier Haga Groep. Deze ziekenhuisgroep bestaat uit de ziekenhuizen HagaZiekenhuis (Den Haag), Reinier de Graaf (Delft en Voorburg) en het LangeLand Ziekenhuis (Zoetermeer). Daarnaast is Van Rijn voorzitter van de raad van toezicht van de kennis- en netwerkorganisatie Platform31, voorzitter van de raad van toezicht van de Autoriteit Financiële Markten, voorzitter van het bestuur van stichting Forum voor Stedelijke Vernieuwing, lid van de raad van advies van stichting Nationaal Indië-monument 1945-1962 en voorzitter van het bestuur van Stichting Transmurale Zorg Den Haag en omstreken.
Op 1 september 2020 werd hij voorzitter van de branchevereniging van woningcorporaties Aedes. In november 2022 werd bekend dat hij het onafhankelijke NPO-onderzoek naar misstanden op redacties bij de publieke omroep zou leiden.
- Parlement.com: vj46fcrjfu8n